# هكتور دوبويه
هكتور دوبويه هو سياسي كندي، ولد في 13 فبراير 1896 في مونتريال في كندا، وتوفي في 12 نوفمبر 1967. نشط حزبياً في الحزب الليبرالي الكندي. وقد انتخب عضو مجلس العموم الكندي.